# Punta Gallina
Punta Gallina lub Pizzo Gallina – szczyt w Alpach Lepontyńskich, części Alp Zachodnich. Leży w Szwajcarii na granicy kantonów Valais i Ticino. Należy do podgrupy Alpy Monte Leone – Świętego Gotarda. Można go zdobyć ze schroniska Capanna Corno Gries (2338 m) lub Capanna Piansecco (1988 m).